# DE-CIX

Logo du DE-CIX

Deutscher Commercial Internet Exchange (DE-CIX) est le plus important point d’échange Internet au monde quant au trafic, avec un débit maximal de 9.1 térabits par seconde. Il se situe à Francfort.
DE-CIX dispose d'autres points d'échange Internet à Hambourg, Munich, New York, Dubai, et bientôt à Palerme et Marseille.
Fondé par trois fournisseurs d'accès en 1995, DE-CIX a permis de réduire la latence des connexions en Allemagne qui, jusque lors, passaient par les États-Unis. À présent, plus de 550 fournisseurs d'accès recourent à ce service.